# Giro d’Italia 2009
Giro d’Italia 2009 – 92. edycja wyścigu kolarskiego Giro d’Italia, która odbyła się w dniach od 9 do 31 maja 2009 na liczącej 3395,5 kilometrów trasie składającej się z 21 etapów, biegnącej z Wenecji do Rzymu.
Z okazji jubileuszu wyścig (świętował swoje stulecie) odbył się na nietypowej, historycznej trasie. Znalazły się na niej inne wielkie włoskie miasta jak Mediolan, Turyn, Florencja, Bolonia czy Neapol. Po raz pierwszy od 1950 roku wyścig nie zakończył się w Mediolanie, gdzie mieści się siedziba organizatora imprezy.
Zwyciężył zawodnik grupy Rabobank Dienis Mieńszow, dla którego był to pierwszy triumf w tym wyścigu. Rosyjski zawodnik powtórzył osiągnięcie swoich rodaków Jewgienija Bierzina i Pawła Tonkowa, którzy zdobywali różową koszulkę w 1994 i 1996 roku.

## Etapy

### Etap 1 - 09.05:Wenecja-Wenecja, 20,5 km (TTT)
|   | Drużyna                 | Kraj              | Czas   |
| - | ----------------------- | ----------------- | ------ |
| 1 | Team Columbia-High Road | Stany Zjednoczone | 21'50" |
| 2 | Team Garmin-Chipotle    | Stany Zjednoczone | +6"    |
| 3 | Team Astana             | Kazachstan        | +13"   |

|   | Nazwisko             | Kraj            | Drużyna                 | Czas         |
| - | -------------------- | --------------- | ----------------------- | ------------ |
| 1 | Mark Cavendish       | Wielka Brytania | Team Columbia-High Road | 21'50"       |
| 2 | Marco Pinotti        | Włochy          | Team Columbia-High Road | ten sam czas |
| 3 | Edvald Boasson Hagen | Norwegia        | Team Columbia-High Road | ten sam czas |

### Etap 2 – 10.05:Jesolo-Triest, 156 km
|   | Nazwisko            | Kraj            | Drużyna                 | Czas         |
| - | ------------------- | --------------- | ----------------------- | ------------ |
| 1 | Alessandro Petacchi | Włochy          | LPR Brakes-Farnese Vini | 3h 43'07"    |
| 2 | Mark Cavendish      | Wielka Brytania | Team Columbia-High Road | ten sam czas |
| 3 | Ben Swift           | Wielka Brytania | Team Katusha            | ten sam czas |

|   | Nazwisko       | Kraj            | Drużyna                 | Czas      |
| - | -------------- | --------------- | ----------------------- | --------- |
| 1 | Mark Cavendish | Wielka Brytania | Team Columbia-High Road | 4h 04'43" |
| 2 | Mark Renshaw   | Australia       | Team Columbia-High Road | + 14"     |
| 3 | Michael Rogers | Australia       | Team Columbia-High Road | + 14"     |

### Etap 3 – 11.05:Grado-Valdobbiadene, 200 km
|   | Nazwisko            | Kraj              | Drużyna                 | Czas         |
| - | ------------------- | ----------------- | ----------------------- | ------------ |
| 1 | Alessandro Petacchi | Włochy            | LPR Brakes-Farnese Vini | 4h 45'27"    |
| 2 | Tyler Farrar        | Stany Zjednoczone | Team Garmin-Slipstream  | ten sam czas |
| 3 | Francesco Gavazzi   | Włochy            | Lampre-N.G.C.           | ten sam czas |

|   | Nazwisko            | Kraj              | Drużyna                 | Czas      |
| - | ------------------- | ----------------- | ----------------------- | --------- |
| 1 | Alessandro Petacchi | Włochy            | LPR Brakes-Farnese Vini | 8h 50'06" |
| 2 | Tyler Farrar        | Stany Zjednoczone | Team Garmin-Slipstream  | + 8"      |
| 3 | Michael Rogers      | Australia         | Team Columbia-High Road | + 18"     |

### Etap 4 - 12.05:Padwa-San Martino di Castrozza, 165 km
|   | Nazwisko          | Kraj   | Drużyna                      | Czas         |
| - | ----------------- | ------ | ---------------------------- | ------------ |
| 1 | Danilo Di Luca    | Włochy | LPR Brakes-Farnese Vini      | 4h 15'07"    |
| 2 | Stefano Garzelli  | Włochy | Acqua & Sapone-Caffè Mokambo | ten sam czas |
| 3 | Franco Pellizotti | Włochy | Liquigas                     | ten sam czas |

|   | Nazwisko        | Kraj      | Drużyna                 | Czas       |
| - | --------------- | --------- | ----------------------- | ---------- |
| 1 | Thomas Lövkvist | Szwecja   | T-Mobile Team           | 13h 05'28" |
| 2 | Danilo Di Luca  | Włochy    | LPR Brakes-Farnese Vini | + 2"       |
| 3 | Michael Rogers  | Australia | T-Mobile Team           | + 6"       |

### Etap 5 - 13.05: San Martino di Castrozza-Alpe di Siusi, 125 km
|   | Nazwisko        | Kraj    | Drużyna                 | Czas      |
| - | --------------- | ------- | ----------------------- | --------- |
| 1 | Denis Mienszow  | Rosja   | Rabobank                | 3h 15'24" |
| 2 | Thomas Lövkvist | Szwecja | T-Mobile Team           | + 2"      |
| 3 | Danilo Di Luca  | Włochy  | LPR Brakes-Farnese Vini | + 5"      |

|   | Nazwisko        | Kraj      | Drużyna                 | Czas       |
| - | --------------- | --------- | ----------------------- | ---------- |
| 1 | Danilo Di Luca  | Włochy    | LPR Brakes-Farnese Vini | 16h 20'44" |
| 2 | Thomas Lövkvist | Szwecja   | T-Mobile Team           | + 5"       |
| 3 | Michael Rogers  | Australia | T-Mobile Team           | + 36"      |

### Etap 6 - 14.05:Bressanone-Brixen Mayrhofen, 242 km
|   | Nazwisko             | Kraj      | Drużyna                 | Czas      |
| - | -------------------- | --------- | ----------------------- | --------- |
| 1 | Michele Scarponi     | Włochy    | Diquigiovanni-Androni   | 5h 49'55" |
| 2 | Edvald Boasson Hagen | Norwegia  | Team Columbia-High Road | + 32"     |
| 3 | Allan Davis          | Australia | Quick Step              | + 32"     |

|   | Nazwisko        | Kraj      | Drużyna                 | Czas       |
| - | --------------- | --------- | ----------------------- | ---------- |
| 1 | Danilo Di Luca  | Włochy    | LPR Brakes-Farnese Vini | 22h 11'15" |
| 2 | Thomas Lövkvist | Szwecja   | T-Mobile Team           | + 5"       |
| 3 | Michael Rogers  | Australia | T-Mobile Team           | + 36"      |

### Etap 7 - 15.05:Innsbruck-Chiavenna, 244 km
|   | Nazwisko             | Kraj              | Drużyna                 | Czas         |
| - | -------------------- | ----------------- | ----------------------- | ------------ |
| 1 | Edvald Boasson Hagen | Norwegia          | Team Columbia-High Road | 5h 56'53"    |
| 2 | Robert Hunter        | Południowa Afryka | Barloworld              | ten sam czas |
| 3 | Paweł Brutt          | Rosja             | Team Katusha            | ten sam czas |

|   | Nazwisko        | Kraj      | Drużyna                 | Czas       |
| - | --------------- | --------- | ----------------------- | ---------- |
| 1 | Danilo Di Luca  | Włochy    | LPR Brakes-Farnese Vini | 28h 08'48" |
| 2 | Thomas Lövkvist | Szwecja   | Team Columbia-High Road | + 5"       |
| 3 | Michael Rogers  | Australia | Team Columbia-High Road | + 36"      |

### Etap 8 - 16.05:Morbegno-Bergamo, 208 km[1]
|   | Nazwisko             | Kraj     | Drużyna                 | Czas         |
| - | -------------------- | -------- | ----------------------- | ------------ |
| 1 | Kanstancin Siucou    | Białoruś | Team Columbia-High Road | 5h 04'34"    |
| 2 | Edvald Boasson Hagen | Norwegia | Team Columbia-High Road | + 21"        |
| 3 | Danilo Di Luca       | Włochy   | LPR Brakes-Farnese Vini | ten sam czas |

|   | Nazwisko        | Kraj      | Drużyna                 | Czas       |
| - | --------------- | --------- | ----------------------- | ---------- |
| 1 | Danilo Di Luca  | Włochy    | LPR Brakes-Farnese Vini | 33h 13'35" |
| 2 | Thomas Lövkvist | Szwecja   | Team Columbia-High Road | + 13"      |
| 3 | Michael Rogers  | Australia | Team Columbia-High Road | + 44"      |

### Etap 9 - 17.05:Mediolan-Mediolan, 100 km
|   | Nazwisko       | Kraj              | Drużyna                 | Czas         |
| - | -------------- | ----------------- | ----------------------- | ------------ |
| 1 | Mark Cavendish | Wielka Brytania   | Team Columbia-High Road | 4h 16'13"    |
| 2 | Allan Davis    | Australia         | Quick Step              | ten sam czas |
| 3 | Tyler Farrar   | Stany Zjednoczone | Garmin-Slipstream       | ten sam czas |

|   | Nazwisko        | Kraj      | Drużyna                 | Czas       |
| - | --------------- | --------- | ----------------------- | ---------- |
| 1 | Danilo Di Luca  | Włochy    | LPR Brakes-Farnese Vini | 37h 29'48" |
| 2 | Thomas Lövkvist | Szwecja   | Team Columbia-High Road | + 13"      |
| 3 | Michael Rogers  | Australia | Team Columbia-High Road | + 44"      |

### Etap 10 - 19.05:Cuneo-Pinerolo, 250 km
|   | Nazwisko          | Kraj   | Drużyna                 | Czas         |
| - | ----------------- | ------ | ----------------------- | ------------ |
| 1 | Danilo Di Luca    | Włochy | LPR Brakes-Farnese Vini | 6h 30'43"    |
| 2 | Franco Pellizotti | Włochy | Liquigas                | +10"         |
| 3 | Denis Mienszow    | Rosja  | Rabobank                | ten sam czas |

|   | Nazwisko       | Kraj      | Drużyna                 | Czas      |
| - | -------------- | --------- | ----------------------- | --------- |
| 1 | Danilo Di Luca | Włochy    | LPR Brakes-Farnese Vini | 44h 0'11" |
| 2 | Denis Mienszow | Rosja     | Rabobank                | + 1'20"   |
| 3 | Michael Rogers | Australia | Team Columbia-High Road | + 1'33"   |

### Etap 11 - 20.05:Turyn-Arenzano, 206 km
|   | Nazwisko            | Kraj              | Drużyna                 | Czas         |
| - | ------------------- | ----------------- | ----------------------- | ------------ |
| 1 | Mark Cavendish      | Wielka Brytania   | Team Columbia-High Road | 4h 51'17"    |
| 2 | Tyler Farrar        | Stany Zjednoczone | Garmin-Slipstream       | ten sam czas |
| 3 | Alessandro Petacchi | Włochy            | LPR Brakes-Farnese Vini | ten sam czas |

|   | Nazwisko       | Kraj      | Drużyna                 | Czas       |
| - | -------------- | --------- | ----------------------- | ---------- |
| 1 | Danilo Di Luca | Włochy    | LPR Brakes-Farnese Vini | 48h 51'28" |
| 2 | Denis Mienszow | Rosja     | Rabobank                | + 1'20"    |
| 3 | Michael Rogers | Australia | Team Columbia-High Road | + 1'33"    |

### Etap 12 - 21.05:Sestri Levante-Riomaggiore, 61,7 km (ITT)
|   | Nazwisko         | Kraj              | Drużyna                      | Czas      |
| - | ---------------- | ----------------- | ---------------------------- | --------- |
| 1 | Denis Mienszow   | Rosja             | Rabobank                     | 1h 34'29" |
| 2 | Levi Leipheimer  | Stany Zjednoczone | Astana                       | + 20"     |
| 3 | Stefano Garzelli | Włochy            | Acqua & Sapone-Caffè Mokambo | + 1'03"   |

|   | Nazwisko        | Kraj              | Drużyna                    | Czas       |
| - | --------------- | ----------------- | -------------------------- | ---------- |
| 1 | Denis Mienszow  | Rosja             | Rabobank                   | 50h 27'17" |
| 2 | Danilo Di Luca  | Włochy            | L.P.R. Brakes-Farnese Vini | + 34"      |
| 3 | Levi Leipheimer | Stany Zjednoczone | Astana                     | + 40"      |

### Etap 13 - 22.05:Lido di Camajaore-Florencja, 150 km
|   | Nazwisko            | Kraj            | Drużyna                 | Czas         |
| - | ------------------- | --------------- | ----------------------- | ------------ |
| 1 | Mark Cavendish      | Wielka Brytania | Team Columbia-High Road | 3h 48'36"    |
| 2 | Alessandro Petacchi | Włochy          | LPR Brakes-Farnese Vini | ten sam czas |
| 3 | Allan Davis         | Australia       | Quick Step              | ten sam czas |

|   | Nazwisko        | Kraj              | Drużyna                    | Czas       |
| - | --------------- | ----------------- | -------------------------- | ---------- |
| 1 | Denis Mienszow  | Rosja             | Rabobank                   | 54h 16'01" |
| 2 | Danilo Di Luca  | Włochy            | L.P.R. Brakes-Farnese Vini | + 34"      |
| 3 | Levi Leipheimer | Stany Zjednoczone | Astana                     | + 40"      |

### Etap 14 - 23.05:Campi Bisenzio-Bolonia, 174 km
|   | Nazwisko           | Kraj       | Drużyna                      | Czas      |
| - | ------------------ | ---------- | ---------------------------- | --------- |
| 1 | Simon Gerrans      | Australia  | Cervélo TestTeam             | 4h 16'48" |
| 2 | Rubens Bertogliati | Szwajcaria | Serramenti PVC Diquigiovanni | + 12      |
| 3 | Francesco Gavazzi  | Włochy     | Lampre                       | + 18      |

|   | Nazwisko        | Kraj              | Drużyna                    | Czas       |
| - | --------------- | ----------------- | -------------------------- | ---------- |
| 1 | Denis Mienszow  | Rosja             | Rabobank                   | 58h 33'53" |
| 2 | Danilo Di Luca  | Włochy            | L.P.R. Brakes-Farnese Vini | + 34"      |
| 3 | Levi Leipheimer | Stany Zjednoczone | Astana                     | + 43"      |

### Etap 15 - 24.05:Forli-Faenza, 159 km
|   | Nazwisko             | Kraj   | Drużyna                      | Czas      |
| - | -------------------- | ------ | ---------------------------- | --------- |
| 1 | Leonardo Bertagnolli | Włochy | Serramenti PVC Diquigiovanni | 4h 18'34" |
| 2 | Serge Pauwels        | Belgia | Cervélo TestTeam             | + 54"     |
| 3 | Marco Pinotti        | Włochy | T-Mobile Team                | + 54"     |

|   | Nazwisko        | Kraj              | Drużyna                    | Czas       |
| - | --------------- | ----------------- | -------------------------- | ---------- |
| 1 | Denis Mienszow  | Rosja             | Rabobank                   | 62h 54'23" |
| 2 | Danilo Di Luca  | Włochy            | L.P.R. Brakes-Farnese Vini | + 34"      |
| 3 | Levi Leipheimer | Stany Zjednoczone | Astana                     | + 43"      |

### Etap 16 - 25.05:Pergola-Monte Petrano-Cagli, 237 km
|   | Nazwisko       | Kraj      | Drużyna                    | Czas      |
| - | -------------- | --------- | -------------------------- | --------- |
| 1 | Carlos Sastre  | Hiszpania | Cervélo TestTeam           | 7h 11'48" |
| 2 | Denis Mienszow | Rosja     | Rabobank                   | + 25"     |
| 3 | Danilo Di Luca | Włochy    | L.P.R. Brakes-Farnese Vini | + 26"     |

|   | Nazwisko       | Kraj      | Drużyna                    | Czas       |
| - | -------------- | --------- | -------------------------- | ---------- |
| 1 | Denis Mienszow | Rosja     | Rabobank                   | 70h 06'30" |
| 2 | Danilo Di Luca | Włochy    | L.P.R. Brakes-Farnese Vini | + 39"      |
| 3 | Carlos Sastre  | Hiszpania | Cervélo TestTeam           | + 2'19"    |

### Etap 17 - 27.05:Chieti-Blockhaus, 79 km
|   | Nazwisko          | Kraj   | Drużyna                      | Czas      |
| - | ----------------- | ------ | ---------------------------- | --------- |
| 1 | Franco Pellizotti | Włochy | Liquigas                     | 2h 21'06" |
| 2 | Stefano Garzelli  | Włochy | Acqua & Sapone-Caffè Mokambo | + 42      |
| 3 | Danilo Di Luca    | Włochy | L.P.R. Brakes-Farnese Vini   | + 43      |

|   | Nazwisko          | Kraj   | Drużyna                    | Czas       |
| - | ----------------- | ------ | -------------------------- | ---------- |
| 1 | Denis Mienszow    | Rosja  | Rabobank                   | 72h 28'24" |
| 2 | Danilo Di Luca    | Włochy | L.P.R. Brakes-Farnese Vini | + 26"      |
| 3 | Franco Pellizotti | Włochy | Liquigas                   | + 2'00"    |

### Etap 18 - 28.05:Sulmona-Benevento, 181 km
|   | Nazwisko         | Kraj              | Drużyna                      | Czas         |
| - | ---------------- | ----------------- | ---------------------------- | ------------ |
| 1 | Michele Scarponi | Włochy            | Serramenti PVC Diquigiovanni | 4h 07'41"    |
| 2 | Félix Cárdenas   | Kolumbia          | Barloworld                   | ten sam czas |
| 3 | Danny Pate       | Stany Zjednoczone | Team Garmin-Chipotle         | ten sam czas |

|   | Nazwisko          | Kraj   | Drużyna                    | Czas       |
| - | ----------------- | ------ | -------------------------- | ---------- |
| 1 | Denis Mienszow    | Rosja  | Rabobank                   | 76h 40'02" |
| 2 | Danilo Di Luca    | Włochy | L.P.R. Brakes-Farnese Vini | + 26"      |
| 3 | Franco Pellizotti | Włochy | Liquigas                   | + 2'00"    |

### Etap 19 - 29.05:Avellino-Wezuwiusz, 164 km
|   | Nazwisko          | Kraj      | Drużyna                    | Czas      |
| - | ----------------- | --------- | -------------------------- | --------- |
| 1 | Carlos Sastre     | Hiszpania | Cervélo TestTeam           | 4h 33'23" |
| 2 | Franco Pellizotti | Włochy    | Liquigas                   | + 21"     |
| 3 | Danilo Di Luca    | Włochy    | L.P.R. Brakes-Farnese Vini | + 30"     |

|   | Nazwisko          | Kraj   | Drużyna                    | Czas       |
| - | ----------------- | ------ | -------------------------- | ---------- |
| 1 | Denis Mienszow    | Rosja  | Rabobank                   | 81h 13'55" |
| 2 | Danilo Di Luca    | Włochy | L.P.R. Brakes-Farnese Vini | + 18"      |
| 3 | Franco Pellizotti | Włochy | Liquigas                   | + 1'39"    |

### Etap 20 - 30.05:Neapol-Anagni, 203 km
|   | Nazwisko         | Kraj    | Drużyna                      | Czas      |
| - | ---------------- | ------- | ---------------------------- | --------- |
| 1 | Philippe Gilbert | Belgia  | Silence-Lotto                | 4h 30'07" |
| 2 | Thomas Voeckler  | Francja | Bouygues Télécom             | + 2"      |
| 3 | Stefano Garzelli | Włochy  | Acqua & Sapone-Caffè Mokambo | + 7"      |

|   | Nazwisko          | Kraj   | Drużyna                    | Czas       |
| - | ----------------- | ------ | -------------------------- | ---------- |
| 1 | Denis Mienszow    | Rosja  | Rabobank                   | 85h 44'05" |
| 2 | Danilo Di Luca    | Włochy | L.P.R. Brakes-Farnese Vini | + 20"      |
| 3 | Franco Pellizotti | Włochy | Liquigas                   | + 1'43"    |

### Etap 21 - 31.05:Rzym-Rzym, 15,3 km (ITT)
|   | Nazwisko             | Kraj            | Drużyna                 | Czas   |
| - | -------------------- | --------------- | ----------------------- | ------ |
| 1 | Ignatas Konovalovas  | Litwa           | Cervélo TestTeam        | 18'42" |
| 2 | Bradley Wiggins      | Wielka Brytania | Bouygues Télécom        | + 1"   |
| 3 | Edvald Boasson Hagen | Norwegia        | Team Columbia-High Road | + 7"   |

|   | Nazwisko          | Kraj   | Drużyna                    | Czas       |
| - | ----------------- | ------ | -------------------------- | ---------- |
| 1 | Denis Mienszow    | Rosja  | Rabobank                   | 86h 03'11" |
| 2 | Danilo Di Luca    | Włochy | L.P.R. Brakes-Farnese Vini | + 41"      |
| 3 | Franco Pellizotti | Włochy | Liquigas                   | + 1'59"    |

## Posiadacze koszulek po poszczególnych etapach
| Etap | Zwycięzca               | Generalna Maglia rosa | Górska Maglia verde | Punktowa Maglia ciclamino | Młodzieżowa Maglia bianca | Trofeo Fast Team        | Trofeo Super Team       |
| ---- | ----------------------- | --------------------- | ------------------- | ------------------------- | ------------------------- | ----------------------- | ----------------------- |
| 1    | Team Columbia-High Road | Mark Cavendish        | –                   | –                         | Mark Cavendish            | Team Columbia-High Road | –                       |
| 2    | Alessandro Petacchi     | Mark Cavendish        | David García        | Alessandro Petacchi       | Mark Cavendish            | Team Columbia-High Road | Quick Step              |
| 3    | Alessandro Petacchi     | Alessandro Petacchi   | Mauro Facci         | Alessandro Petacchi       | Tyler Farrar              | Team Columbia-High Road | Lampre-N.G.C.           |
| 4    | Danilo Di Luca          | Thomas Lövkvist       | Danilo Di Luca      | Alessandro Petacchi       | Thomas Lövkvist           | Team Columbia-High Road | Lampre-N.G.C.           |
| 5    | Denis Mienszow          | Danilo Di Luca        | Danilo Di Luca      | Alessandro Petacchi       | Thomas Lövkvist           | Astana                  | LPR Brakes-Farnese Vini |
| 6    | Michele Scarponi        | Danilo Di Luca        | Danilo Di Luca      | Danilo Di Luca            | Thomas Lövkvist           | Astana                  | Team Columbia-High Road |
| 7    | Edvald Boasson Hagen    | Danilo Di Luca        | Danilo Di Luca      | Danilo Di Luca            | Thomas Lövkvist           | Team Columbia-High Road | Team Columbia-High Road |
| 8    | Kanstancin Siucou       | Danilo Di Luca        | Danilo Di Luca      | Danilo Di Luca            | Thomas Lövkvist           | Team Columbia-High Road | Team Columbia-High Road |
| 9    | Mark Cavendish          | Danilo Di Luca        | Danilo Di Luca      | Danilo Di Luca            | Thomas Lövkvist           | Team Columbia-High Road | Team Columbia-High Road |
| 10   | Danilo Di Luca          | Danilo Di Luca        | Stefano Garzelli    | Danilo Di Luca            | Thomas Lövkvist           | Astana                  | Team Columbia-High Road |
| 11   | Mark Cavendish          | Danilo Di Luca        | Stefano Garzelli    | Danilo Di Luca            | Thomas Lövkvist           | Astana                  | Team Columbia-High Road |
| 12   | Denis Mienszow          | Denis Mienszow        | Stefano Garzelli    | Danilo Di Luca            | Thomas Lövkvist           | Astana                  | Team Columbia-High Road |
| 13   | Mark Cavendish          | Denis Mienszow        | Stefano Garzelli    | Danilo Di Luca            | Thomas Lövkvist           | Astana                  | Team Columbia-High Road |
| 14   | Simon Gerrans           | Denis Mienszow        | Stefano Garzelli    | Danilo Di Luca            | Thomas Lövkvist           | Astana                  | Team Columbia-High Road |
| 15   | Leonardo Bertagnolli    | Denis Mienszow        | Stefano Garzelli    | Danilo Di Luca            | Thomas Lövkvist           | Astana                  | Team Columbia-High Road |
| 16   | Carlos Sastre           | Denis Mienszow        | Stefano Garzelli    | Danilo Di Luca            | Kevin Seeldraeyers        | Astana                  | Team Columbia-High Road |
| 17   | Franco Pellizotti       | Denis Mienszow        | Stefano Garzelli    | Danilo Di Luca            | Kevin Seeldraeyers        | Astana                  | Team Columbia-High Road |
| 18   | Michele Scarponi        | Denis Mienszow        | Stefano Garzelli    | Danilo Di Luca            | Kevin Seeldraeyers        | Astana                  | Team Columbia-High Road |
| 19   | Carlos Sastre           | Denis Mienszow        | Stefano Garzelli    | Danilo Di Luca            | Kevin Seeldraeyers        | Astana                  | Team Columbia-High Road |
| 20   | Philippe Gilbert        | Denis Mienszow        | Stefano Garzelli    | Danilo Di Luca            | Kevin Seeldraeyers        | Astana                  | Team Columbia-High Road |
| 21   | Ignatas Konovalovas     | Denis Mienszow        | Stefano Garzelli    | Danilo Di Luca            | Kevin Seeldraeyers        | Astana                  | Team Columbia-High Road |

## Klasyfikacja końcowa

### Klasyfikacja generalna
|    | Nazwisko          | Drużyna                      | Czas        |
| -- | ----------------- | ---------------------------- | ----------- |
| 1  | Denis Mienszow    | Rabobank                     | 86h 03' 11" |
| 2  | Danilo Di Luca    | L.P.R. Brakes-Farnese Vini   | + 41"       |
| 3  | Franco Pellizotti | Liquigas                     | + 1' 59"    |
| 4  | Carlos Sastre     | Cervélo TestTeam             | + 3' 46"    |
| 5  | Ivan Basso        | Liquigas                     | + 3' 59"    |
| 6  | Levi Leipheimer   | Team Astana                  | + 5' 28"    |
| 7  | Stefano Garzelli  | Acqua & Sapone-Caffè Mokambo | + 8' 43"    |
| 8  | Michael Rogers    | Team Columbia-High Road      | + 10' 01"   |
| 9  | Tadej Valjavec    | Ag2r-La Mondiale             | + 11' 13"   |
| 10 | Marzio Bruseghin  | Lampre                       | + 11' 28"   |

### Klasyfikacja górska
|   | Nazwisko         | Drużyna                      | Punkty |
| - | ---------------- | ---------------------------- | ------ |
| 1 | Stefano Garzelli | Acqua & Sapone-Caffè Mokambo | 61     |
| 2 | Danilo Di Luca   | L.P.R. Brakes-Farnese Vini   | 45     |
| 3 | Denis Mienszow   | Rabobank                     | 41     |

### Klasyfikacja punktowa
|   | Nazwisko          | Drużyna                    | Punkty |
| - | ----------------- | -------------------------- | ------ |
| 1 | Danilo Di Luca    | L.P.R. Brakes-Farnese Vini | 170    |
| 2 | Denis Mienszow    | Rabobank                   | 144    |
| 3 | Franco Pellizotti | Liquigas                   | 133    |

### Klasyfikacja młodzieżowa
|   | Nazwisko              | Drużyna                      | Czas        |
| - | --------------------- | ---------------------------- | ----------- |
| 1 | Kevin Seeldraeyers    | Quick Step                   | 86h 19' 26" |
| 2 | Francesco Masciarelli | Acqua & Sapone-Caffè Mokambo | + 2' 55"    |
| 3 | Francis De Greef      | Silence-Lotto                | + 17' 03"   |